# 陶新春
陶 新春（とう しんしゅん、Tao Xinchun、1825年 - 1867年）は、清末の苗民反乱の指導者。陶正春とも書く。
貴州省威寧出身。若い頃は土司の小作人や軍の人夫をして過ごす。1860年、母親に王仙姑が乗り移ったとして群衆を集めて蜂起した。蜂起軍は四川省・雲南省・貴州省を結ぶ要地の七星関を占領し、要塞を築いて根拠地とした。1861年、貴州省を通過して四川省に進攻しようとする太平天国の石達開軍に協力して、曽広依の部隊に食糧を送って道案内をし、共同で畢節を攻めた。1863年、太平天国の李福猷・李文彩の部隊を迎え入れ、太平天国統兵元帥府を設置し、陶新春が統帥となった。苗民軍は太平天国軍の訓練により強化され、貴州省西北部から雲南省東北部・四川省東南部にかけての広大な地域を転戦した。しかし1866年から雲南布政使岑毓英により包囲網が敷かれた。1867年7月、蜂起軍は敗北して陶新春は捕らえられ処刑された。